# Coloriste (coiffure)
 (septembre 2020).
Si vous disposez d'ouvrages ou d'articles de référence ou si vous connaissez des sites web de qualité traitant du thème abordé ici, merci de compléter l'article en donnant les références utiles à sa vérifiabilité et en les liant à la section « Notes et références ».
Un coloriste, dans le domaine de la coiffure, est une personne spécialisée dans la modification artificielle de la couleur des cheveux. Elle peut travailler au sein d'un salon consacré à la coloration.

## Historique
Jusqu'au milieu des années 1990, on parle[Qui ?] uniquement dans les salons de coiffure de techniciens pour le personnel qualifié dans la coloration capillaire.
Le terme « coloriste » est pour la première fois utilisé et revendiqué par Christophe Robin en ouvrant à Paris le tout premier salon de coiffure consacré à la coloration.
En 2002 le coloriste Romain Lazé fonde à son tour à Paris, le salon Romain Colors, et défend l'utilisation exclusive de colorations non agressives, sans agents nocifs tels que l'ammoniaque.
Il popularise dans les médias ces nouvelles méthodes dans l'univers des produits de colorations capillaires.

## Description
Le coloriste à la maîtrise de la colorimétrie, la parfaite connaissance des produits utilisés, conseille dans les choix de nuances et réalise la mise en couleurs et reliefs sur les cheveux.